# Bacillus Calmette-Guérin
Der Bacillus Calmette-Guérin (BCG, französisch le bacille de Calmette et Guérin, vaccin bilié de Calmette et Guérin) ist ein von den Franzosen Albert Calmette (1863–1933) und Camille Guérin (1872–1961) Anfang des 20. Jahrhunderts aus dem Wildtyp des Mykobakteriums Mycobacterium bovis durch dauernd wiederholte Fortzüchtung entwickeltes abgeschwächt-virulentes (attenuiertes) Bakterium, das in 173 Ländern als Lebendimpfstoff gegen Tuberkulose (TB) verwendet wird. Der BCG-Impfstoff befindet sich auf der Liste der unentbehrlichen Arzneimittel der Weltgesundheitsorganisation.
Die in Deutschland noch aktuelle Anwendung von BCG liegt im Bereich der Blaseninstillation. Mycobacterium-bovis-BCG wird in Deutschland – mit Ausnahme eines einzigen Stammes – in die Risikogruppe 3 (RG 3) gestuft.

## Geschichte
Der französische Mikrobiologe Albert Calmette und der Veterinärmediziner Camille Guérin arbeiteten 1908 am Pasteurinstitut in Lille. Ihre Arbeit umfasste die Erzeugung von Tuberkulosekulturen und den Test verschiedener Nährmedien. Dabei fanden sie heraus, dass fortlaufendes Subkultivieren mittels eines Nährmediums auf der Basis von Glycerin, Galle und Kartoffeln die Virulenz der Tuberkelosebakterien abschwächte. Daher untersuchten sie die Frage, ob sich durch wiederholte Züchtung ein attenuierter Impfstoff entwickeln ließe.
Die Forschung dauerte bis 1919, wobei die Impfung mit den reduziert virulenten Bakterien die Tuberkulose in Versuchstieren nicht stoppen konnte. 1919 wechselten Calmette und Guérin zum Pasteurinstitut in Paris über, wo sie 1921 den BCG-Impfstoff für menschliche Nutzung entwickelten.
1928 wurde dieser Impfstoff durch das Gesundheitsgremium des Völkerbundes akzeptiert. Aufgrund der Aktionen von Impfgegnern wurde er erst nach dem Zweiten Weltkrieg umfassend verwendet. Zwischen 1945 und 1948 impften Hilfsorganisationen etwa 8 Millionen Babys in Osteuropa und verhinderten damit den nach einem größeren Krieg vorausgesagten Anstieg der Tuberkulose-Erkrankungszahlen. In Deutschland wurde die Impfung als Folge des Lübecker Impfunglücks, bei dem von 256 geimpften Säuglingen 77 starben, erst nach dem Zweiten Weltkrieg eingeführt. 

## Anwendung als Impfung

### Kontraindikation
Nicht geimpft werden sollen Patienten mit Mendelscher Anfälligkeit für Erkrankungen durch Mykobakterien.

### Haupt-Indikation
In Deutschland fanden 1948/1950 große freiwillige BCG-Schutzimpfungsaktionen gegen die Tuberkulose statt. 1950 wurde die BCG-Schutzimpfung in Frankreich gesetzlich verpflichtend. Die wichtigste Indikation von BCG ist die Impfung bei Neugeborenen und Kleinkindern zur Senkung des Risikos einer Miliartuberkulose und tuberkulösen Meningitis.

### Selektive Indikationen
- Ländern mit einer hohen Inzidenz für Tuberkulose und einer hohen Lepra-Belastung empfiehlt die Weltgesundheitsorganisation, alle Neugeborenen bei Geburt zu impfen.[7]
- Ländern mit einer niedrigen Prävalenz für Tuberkulose und Lepra empfiehlt die WHO, nur Neugeborene in besonderen Risikogruppen mit BCG zu impfen.[7] Hierzu zählen:
  - Neugeborene von Eltern (oder anderen engen Kontakten/Verwandten) mit einer aktuellen oder vorangegangenen Tuberkulose- oder Lepra-Erkrankung
  - Neugeborene in Haushalten mit Kontakten zu Ländern mit hoher Tuberkulose-Inzidenz oder Lepra-Belastung
  - Neugeborene in anderen lokal identifizierten Risikogruppen mit Tuberkulose- und/oder Lepra-Erkrankungen.[7]
- Länder mit sinkenden Tuberkulose-Raten sollen regelmäßig ihre epidemiologische Situation bewerten und einen Wechsel der Impfstrategie von universeller Impfung zu selektiver in Betracht ziehen.[7]

### BCG-Impfungen in ausgewählten Staaten
Entsprechend diesen WHO-Empfehlungen wird in den meisten europäischen Ländern und in Nordamerika die BCG-Immunisierung lediglich in Risikogruppen verwendet.
Die Schweiz beendete die Routine-BCG-Immunisierungen 1987, Österreich 1989 und Deutschland 1998. Die BCG-Impfung wird seit 1998 von der Ständigen Impfkommission (STIKO) am Robert Koch-Institut nicht mehr empfohlen („Gründe: günstige epidemiologische Situation in Deutschland mit geringem Infektionsrisiko in der Bevölkerung, eine Schutzeffektivität von 50–80 % in Abhängigkeit von Alter und der Art der Erkrankung, sowie nicht selten unerwünschte Nebenwirkungen (attenuierter Lebendimpfstoff).“).

### Eingeschränkte Wirksamkeit der Impfung
Die BCG-Impfung schützt Kinder und Erwachsene in den meisten Fällen zwar vor den schlimmsten Formen der Krankheit, jedoch nicht vor der häufigsten Tuberkulose-Form, der Lungentuberkulose, und konnte daher die Tuberkulose weltweit nicht eindämmen.

### Technik der Impfung
Die Impfung muss streng intradermal von einer in dieser Technik geschulten Fachkraft verabreicht werden.

### Effekte auf weitere Mykobakterien
Die BCG-Impfung schützt in geringem Umfang gegen Mycobacterium ulcerans, nicht-tuberkulose Mykobakterien (NTM) und M. leprae.

### Unspezifische Impf-Effekte
Die Impfung mit BCG hat heterologe Effekte und macht Geimpfte so auch für andere Infektionen unempfindlicher. In einer kleinen Studie wurde gezeigt, dass die Immunzellen im Blut Geimpfter deutlich mehr Zytokine ausschütten als bei Nichtgeimpften. Zudem wurden durch die Impfung Gene in Immunzellen aktiviert, die für eine vermehrte Zytokinproduktion notwendig sind. Zytokine verstärken die Immunabwehr.
In einer doppelverblindeten, randomisierten klinischen Studie („ACTIVATE“-Studie) bei Senioren (Durchschnittsalter 80 Jahre) kam es nach einer BCG-Impfung in den ersten 12 Monaten seltener zu Infektionskrankheiten, insbesondere Atemwegsinfektionen. Die Impfung war zudem sicher, unerwünschte Ereignisse traten im Vergleich zur Placebogruppe nicht häufiger auf. Auch hier konnte eine erhöhte Zytokinproduktion bei den BCG-Geimpften nachgewiesen werden.
Eine Studie bei indigenen Völkern in den USA und Kanada zeigte, dass im Kindesalter Geimpfte im Alter ein geringeres Lungenkrebsrisiko haben.

## Risikogruppen der Erreger
Mycobacterium bovis gehört nach deutschem Recht zur Risikogruppe 3 (RG 3). Nach Prüfung befand der Ausschuss für Biologische Arbeitsstoffe (ABAS), der die deutsche Bundesanstalt für Arbeitsschutz und Arbeitsmedizin berät, dass das seit vielen Jahrzehnten auf verschiedenen Kontinenten weiterkultivierte BCG heterogene Stämme hervorgebracht hat und dass diese Stämme dem Mycobacterium bovis nicht ähnlicher sind als Mycobacterium tuberculosis (RG 3). In seinem Begründungspapier für die Einstufung (Beschluss 14/2013 des ABAS vom 3. Dezember 2013) weist der Ausschuss drauf hin, dass Untersuchungen sogar größere Ähnlichkeit mit Labor-adaptierten Mycobacterium tuberculosis-Stämmen als mit jüngsten Isolaten von Mycobacterium bovis oder Mycobacterium tuberculosis ergeben haben, und stufte auch die BCG-Stämme in die RG 3 und damit strenger ein, als die zugehörige EU-Richtlinie vorgibt.
Die einzige Ausnahme bildet der Stamm BCG Pasteur 1173P2 (RG 2; Beschluss 15/2013 des ABAS vom 3. Dezember 2013), der besser erforscht und charakterisiert ist als die übrigen BCG-Stämme und dem im Vergleich zu zahlreichen anderen BCG-Stämmen zusätzliche DNA-Regionen fehlen, deren Gene bzw. Genprodukte für die Pathogenität und Infektiosität des Erregers eine Rolle spielen.
Die Einstufung von Mycobacterium bovis als RG 3 (nun ohne Ausnahme der BCG-Stämme) wurde vom ABAS in den TRBA 466 von 2010 sowie von 2015 publiziert und in den Gemeinsamen Ministerialblättern (GMBl) der Bundesanstalt für Arbeitsschutz und Arbeitsmedizin (BAuA) und des ABAS bekanntgegeben (Ausgabe Dezember 2010; Ergänzung April 2012, GMBl Nr. 15–20 vom 25. April 2012, S. 380 sowie Ausgabe August 2015 GMBl 2015, Nr. 46–50 vom 25. August 2015).
Generell darf eine niedrigere Einstufung von Tochterstämmen nur dann erfolgen, wenn wissenschaftlich erwiesen ist, dass Pathogenität, Immunogenität und Virulenz des zu bewertenden Stammes dies rechtfertigen.
Nach der Risikogruppe eines Mikroorganismus richtet sich die Biologische Schutzstufe (S bzw. BSL), unter der die Arbeit mit ihm durchgeführt werden muss: RG 3 = S 3. Unter geringerer Schutzstufe, als durch die Risikogruppe vorgegeben, darf nur dann mit einem Erreger gearbeitet werden, wenn durch den Laborbau identische Sicherheitsbedingungen für Mitarbeiter und Umwelt garantiert werden.

## Aussagekraft des Tuberkulin-Tests
Die Impfung mit BCG kann einen falsch positiven Tuberkulin-Test bewirken.

## Anwendung außerhalb von Tbc und Lepra

### Anwendung bei Blasenkrebs
Eine weitere Indikation von BCG des Herstellers medac ist die Behandlung von oberflächlichem Blasenkrebs. In den späten 1980er Jahren zeigte sich, dass eine BCG-Harnblaseninstillation eine effektive Form der Krebsimmuntherapie dieser Krankheit darstellen kann. Obwohl die exakten Mechanismen noch immer unerforscht sind, bewirkt BCG hier offenbar eine lokale Immunreaktion gegen den Tumor.
Ein mögliches BCG-Behandlungsschema wird vom DKFZ beschrieben.

### Morbus Alzheimer
Eine 2019 veröffentlichte, bisher nicht durch Replikation bestätigte Studie an Patienten mit Blasenkrebs hat ergeben, dass die Instillation von BCG in die Blase in den folgenden Jahren die Inzidenz der Alzheimer-Krankheit reduziert.

## Nebenwirkungen
Die Sicherheit der Anwendung von BCG bei Blasenkrebs ist dadurch eingeschränkt, dass es zu Nebenwirkungen kommen kann, die der Tuberkulose gleichen. Der Befall betrifft meist den lokalen Bereich in Blasennähe, kann aber auch selten andere Organe betreffen. Dann kann Mycobacterium bovis nachgewiesen werden. Hauptsymptome im Akutfall sind Fieber und Nachtschweiß. Diese sogenannte BCG-Erkrankung oder BCGitis tritt selten auf, kann jedoch insbesondere bei Immuninkompetenz auch lebensbedrohend verlaufen. Behandelt wird meist mit 3-fach antituberkulöser Therapie. Eine differenzierte Meldung ans Gesundheitsamt ist sinnvoll, aber im Gegensatz zur Tuberkulose nicht verpflichtend.

## VPM1002
Am Max-Planck-Institut für Infektionsbiologie in Berlin wurde BCG mit Hilfe gentechnischer Verfahren mit dem Ziel einer besseren Sicherheit und Wirksamkeit abgeändert. Das Produkt wurde 2004 durch die Vakzine Projektmanagement GmbH in Hannover lizenziert und erhielt den Namen VPM1002.

### VPM1002 gegen Tuberkulose
Eine Phase-I-Studie mit VPM1002 wurde in den Jahren 2009 und 2010 in Neuss mit 80 Probanden getestet, die Verträglichkeit danach als gut bewertet. Bis 2020 wird VPM1002 durch die indische Muttergesellschaft von VPM in einer Phase-II/III-Studie an 2000 Menschen in Indien getestet. 500 Mitarbeiter von Kliniken im niederländischen Nimwegen wurden mit BCG geimpft und gegen eine nicht geimpfte Kontrollgruppe verglichen. Der Versuch soll  mit VPM1002 an 1000 Mitarbeitern in deutschen Kliniken wiederholt werden.

### VPM1002 gegen SARS-CoV-2
Ob eine BCG-Impfung über heterologe Effekte die Morbidität und Mortalität von COVID-19-Erkrankungen senken kann, wurde zu Beginn der COVID-19-Pandemie diskutiert, als noch keine COVID-19-Impfstoffe verfügbar waren.